# Кууку-йимитирский язык
Кууку-йимити́рский язы́к — один из языков австралийских аборигенов, традиционный язык народа кууку-йимитирр на крайнем севере штата Квинсленд в Австралии. Он принадлежит к пама-ньюнгской языковой семье. Большинство носителей этого языка сегодня проживают в общине Хоуп-Вейл (Квинсленд), расположенной примерно в 46 километрах (29 милях) от Куктауна (Квинсленд). Однако по состоянию на июнь 2020 года только около половины народа кууку-йимитирр говорит на этом языке. В связи с этим предпринимаются усилия по обучению этому языку детей. Кууку-йимитирский язык является источником слова «кенгуру» (гангурру).

## Название
Слово «куку» означает «речь, язык». Слово «йимитирр» (или «юмутирр») означает «йими-обладающий» («йими» — слово, обозначающее «это»). Использование слова «йи(-ми)», а не какого-либо другого слова, обозначающего «это», рассматривалось как отличительная черта кууку-имитирского языка. Элемент «куку»/«гугу» и практика именования, основанная на каком-либо отличительном слове, встречаются во многих других языках.
Варианты названия: «гого-йимиджир», «гугу-йимидхирр», «гугу-йимидхирр», «гугуйимиджир» (используется этнологами), "гугу-йимиджир, «кукуимидир», «кокуимиджи», «коку-мидир», «куку-джимидир», «куку-йимитирр» и «куку-йимидхирр».

## Ареал
Первоначальная территория племени кууку-йимитирр простиралась на север до устья реки Джинни, где оно граничило с говорящими на кууку-ньигууджи; на юг до реки Аннан, где оно граничило с говорящими на кууку яланджи; на запад оно граничило с говорящими на языке, называемом кууку варра (буквально «дурной разговор») или Лама-лама. Современный город Куктаун расположен на территории кууку-йимитирр.
Однако по состоянию на начало XXI века большинство носителей кууку-йимитирского языка проживали в миссии в долине Надежды.
Диалекты
Первоначально кууку-йимитирский язык состоял из нескольких диалектов, хотя даже названия большинства из них сейчас забыты. Сегодня различают два основных диалекта: прибрежный диалект, называемый дхалундхирр («у моря»), и внутренний диалект, называемый вагууррга («снаружи»). Христианские миссионеры использовали прибрежный диалект для перевода гимнов и библейских историй, поэтому некоторые из его слов теперь имеют религиозные ассоциации которых нет в сухопутных аналогах. Когда-то существовал также диалект нгегуди (гугу-ньигуудьи), который не был подтверждён.

## История
В 1770 году кууку-йимитирр стал первым языком австралийских аборигенов, который был записан на бумаге, когда лейтенант (позже капитан) Джеймс Кук и его команда записывали слова, пока их корабль Барк «Индевор» ремонтировался после того, как сел на мель у Большого Барьерного рифа. Джозеф Бэнкс описал этот язык как «совершенно отличный от языка островитян; он больше походил на английский по своей резкости, хотя его и нельзя было назвать резким».
Среди записанных слов были «кенгуру» или «кэнгуру» (IPA: /ɡaŋuru/), означающее большого чёрного или серого кенгуру, которое впоследствии стало общим английским термином для всех кенгуру, и «дигул» (транскрибируемое Бэнксом как «Je-Quoll»), название кволла (пятнистые сумчатые куницы).
Сидней Паркинсон, сопровождавший Дж. Кука, привел полезный список слов в своём посмертно опубликованном дневнике — дневнике о путешествии по Южным морям.

## Лингвистические черты

### Гласные
|         | Передние | Задние |
| ------- | -------- | ------ |
| Высокие | i iː     | u uː   |
| Низкие  | a aː     | a aː   |

Краткое /u/ может быть воспринято как неокруглённый [ɯ], а безударный /a/ может быть сокращён до [ə].

### Согласные
|              | Периферальные | Периферальные | Ламинальные | Ламинальные  | Апикальные    | Апикальные |
| Губно-губные | Заднеязычные  | Палатальные   | Зубные      | Альвеолярные | Ретрофлексные |            |
| ------------ | ------------- | ------------- | ----------- | ------------ | ------------- | ---------- |
| Ударные      | b             | ɡ             | ɟ           | d̪            | d             | ɖ          |
| Назализация  | m             | ŋ             | ɲ           | n̪            | n             | ɳ          |
| Боковые      |               |               |             |              | l             |            |
| Ротические   |               |               |             |              | r             | ɻ          |
| Полугласные  | w             | w             | j           |              |               |            |

Остановки обычно глухие и без придыхания в начале и после кратких гласных, а также произносятся после согласных и долгих гласных.В ретрофлексных [ɖ, ɳ] может быть одной фонемы, но кластеры /ɻd, ɻn/.Однако, существует по крайней мере одно слово, которое, на старых носителей, произносится с начальным ретрофлексным: пробег, [ɖudaː] или [ɖuɖaː].
Ротический звук /r/ обычно представляет собой ударение [ɾ], но может быть дрожащими в выразительной речи.

### Фонотактические
Все слова, за исключением пары междометий, начинаются с одной согласной. Согласная может быть смычной, носовой или полугласной (то есть /l, r, ɻ/ изначально не встречается).
Слова могут заканчиваться как на гласный, так и на согласный звук. Допустимые согласные в конце слова — /l, r, ɻ, j, n, n/.
В словах может встречаться любая согласная, а также группы из трёх согласных, которые не могут встречаться ни в начале, ни в конце.

## Грамматика
Как и во многих австралийских языках, местоимения кууку-йимитирского языка имеют морфологию винительного падежа, в то время как существительные имеют морфологию эргатива. То есть подлежащее непереходного глагола имеет ту же форму, что и подлежащее переходного глагола, если подлежащее является местоимением, но ту же форму, что и объект переходного глагола в противном случае.
Независимо от того, используются ли существительные или местоимения, обычный порядок предложений — субъект-объект-глагол, хотя возможны и другие порядки слов.
Язык примечателен тем, что в нём используются чисто географические направления (север, юг, восток, запад), а не эгоцентрические (влево, вправо, вперед, назад), хотя такая «чистота» оспаривается. Тем не менее, он дал своим носителям замечательное чувство направления.

## Сохранение
По состоянию на июнь 2020 года только около половины из 1400 жителей народа кууку-йимитирр говорят на этом языке, причём в основном свободно говорят только пожилые люди. Старейшины Хоуп-Вейла помогают создавать видеоуроки по преподаванию кууку-йимитирского языка, которые загружаются на YouTube, а в местной школе Хоуп-Вейл, Австралийской академии аборигенов Кейп-Йорка, есть языковая программа. Поскольку во время пандемии COVID-19 в Австралии школы были закрыты, а обучение велось дома с использованием онлайн-видео, взрослые, а также младшие братья и сестры изучали язык вместе со школьниками.

## Запас слов
Некоторые слова из кууку-йимитирского языка, написанные авторами на этом языке, включают:
- Balingga — ехидна
- Birri — река
- Bubu — суша
- Buurraay — вода
- Gangurru — кенгуру
- Gulaan — опоссум
- Guuju — рыба
- Jijirr — птица
- Munhu — трава
- Nanggurr — дом или лагерь
- Ngalan — Солнце
- Thaarba — змея
- Wantharra nyundu? — Как ты?